# Peritrichia aterrima
Peritrichia aterrima är en skalbaggsart som beskrevs av Schein 1959. Peritrichia aterrima ingår i släktet Peritrichia och familjen Melolonthidae. Inga underarter finns listade i Catalogue of Life.